# Tryptamine
Tryptamine sind chemische Verbindungen, die vom 2-(Indol-3-yl)ethylamin abgeleitet sind. Sie sind Stoffwechselprodukte zahlreicher Lebewesen (vor allem Pflanzen) und zählen zu den Indolalkaloiden. Prominente Derivate mit Tryptamin-Struktur sind die Neurotransmitter Serotonin und Melatonin, die Aminosäure Tryptophan und die psychedelisch wirksamen Halluzinogene Dimethyltryptamin und Psilocybin sowie Psilocin.
Die wesentlichen Strukturmerkmale von Tryptaminen und Phenylethylaminen finden sich in den Lysergsäureamiden vereint.

## Tabellarische Übersicht
| Allgemeine Strukturformel der Tryptamine            | Allgemeine Strukturformel der Tryptamine | Allgemeine Strukturformel der Tryptamine | Allgemeine Strukturformel der Tryptamine | Allgemeine Strukturformel der Tryptamine | Allgemeine Strukturformel der Tryptamine | Allgemeine Strukturformel der Tryptamine    | Allgemeine Strukturformel der Tryptamine |
| Name                                                | R4                                       | R5                                       | Rα                                       | RN1                                      | RN2                                      | chemischer Name                             | Herkunft                                 |
| --------------------------------------------------- | ---------------------------------------- | ---------------------------------------- | ---------------------------------------- | ---------------------------------------- | ---------------------------------------- | ------------------------------------------- | ---------------------------------------- |
| Tryptamin                                           | H                                        | H                                        | H                                        | H                                        | H                                        | 2-(Indol-3-yl)ethylamin                     | natürlich                                |
| N-Methyltryptamin (NMT)                             | H                                        | H                                        | H                                        | H                                        | CH3                                      | N-Methyltryptamin                           | natürlich                                |
| 5-Methoxy-N-methyltryptamin (5-MeO-NMT)             | H                                        | OCH3                                     | H                                        | H                                        | CH3                                      | 5-Methoxy-N-methyltryptamin                 | natürlich                                |
| Dimethyltryptamin                                   | H                                        | H                                        | H                                        | CH3                                      | CH3                                      | N,N-Dimethyltryptamin                       | natürlich                                |
| O-Methylbufotenin (5-MeO-DMT)                       | H                                        | OCH3                                     | H                                        | CH3                                      | CH3                                      | 5-Methoxy-N,N-dimethyltryptamin             | natürlich                                |
| 5-Brom-N,N-dimethyltryptamin (5-Brom-DMT)           | H                                        | Br                                       | H                                        | CH3                                      | CH3                                      | 5-Brom-N,N-dimethyltryptamin                | natürlich                                |
| Bufotenin                                           | H                                        | OH                                       | H                                        | CH3                                      | CH3                                      | 5-Hydroxy-N,N-dimethyltryptamin             | natürlich                                |
| N-Methylserotonin                                   | H                                        | OH                                       | H                                        | CH3                                      | H                                        | 5-Hydroxy-N-methyltryptamin                 | natürlich                                |
| Serotonin                                           | H                                        | OH                                       | H                                        | H                                        | H                                        | 5-Hydroxytryptamin                          | natürlich                                |
| Psilocin                                            | OH                                       | H                                        | H                                        | CH3                                      | CH3                                      | 4-Hydroxy-N,N-dimethyltryptamin             | natürlich                                |
| Psilocybin                                          | OPO3H2                                   | H                                        | H                                        | CH3                                      | CH3                                      | 4-Phosphoryloxy-N,N-dimethyltryptamin       | natürlich                                |
| Baeocystin                                          | OPO3H2                                   | H                                        | H                                        | CH3                                      | H                                        | 4-Phosphoryloxy-N-methyltryptamin           | natürlich                                |
| Norbaeocystin                                       | OPO3H2                                   | H                                        | H                                        | H                                        | H                                        | 4-Phosphoryloxytryptamin                    | natürlich                                |
| Melatonin                                           | H                                        | OCH3                                     | H                                        | O=C-CH3                                  | H                                        | 5-Methoxy-N-acetyltryptamin                 | natürlich                                |
| Tryptophan                                          | H                                        | H                                        | COOH                                     | H                                        | H                                        | α-Carboxytryptamin                          | natürlich                                |
| Allgemeine Strukturformel der Tryptamine            |                                          |                                          |                                          |                                          |                                          |                                             |                                          |
| Name                                                | R4                                       | R5                                       | Rα                                       | RN1                                      | RN2                                      | chemischer Name                             | Herkunft                                 |
| Alpha-Methyltryptamin (AMT)                         | H                                        | H                                        | CH3                                      | H                                        | H                                        | α-Methyltryptamin                           | synthetisch                              |
| 5-Methoxy-α-methyltryptamin (5-MeO-AMT)             | H                                        | OCH3                                     | CH3                                      | H                                        | H                                        | 5-Methoxy-α-methyltryptamin                 | synthetisch                              |
| α-Ethyltryptamin (AET)                              | H                                        | H                                        | CH2CH3                                   | H                                        | H                                        | α-Ethyltryptamin                            | synthetisch                              |
| N-Ethyltryptamin (NET)                              | H                                        | H                                        | H                                        | H                                        | CH2CH3                                   | N-Ethyltryptamin                            | synthetisch                              |
| Diethyltryptamin (DET)                              | H                                        | H                                        | H                                        | CH2CH3                                   | CH2CH3                                   | N,N-Diethyltryptamin                        | synthetisch                              |
| Diisopropyltryptamin (DiPT)                         | H                                        | H                                        | H                                        | CH(CH3)2                                 | CH(CH3)2                                 | N,N-Diisopropyltryptamin                    | synthetisch                              |
| Dipropyltryptamin (DPT)                             | H                                        | H                                        | H                                        | CH2CH2CH3                                | CH2CH2CH3                                | N,N-Dipropyltryptamin                       | synthetisch                              |
| Dibutyltryptamin (DBT)                              | H                                        | H                                        | H                                        | CH2CH2CH2CH3                             | CH2CH2CH2CH3                             | N,N-Dibutyltryptamin                        | synthetisch                              |
| 4-Hydroxy-N-methyl-N-ethyltryptamin (4-HO-MET)      | OH                                       | H                                        | H                                        | CH3                                      | CH2CH3                                   | 4-Hydroxy-N-methyl-N-ethyltryptamin         | synthetisch                              |
| 4-Hydroxy-N,N-diethyltryptamin (4-HO-DET)           | OH                                       | H                                        | H                                        | CH2CH3                                   | CH2CH3                                   | 4-Hydroxy-N,N-diethyltryptamin              | synthetisch                              |
| 4-Phosphoryloxy-N,N-diethyltryptamin (4-PO-DET)     | OPO3H2                                   | H                                        | H                                        | CH2CH3                                   | CH2CH3                                   | 4-Phosphoryloxy-N,N-diethyltryptamin        | synthetisch                              |
| 4-Hydroxy-N,N-diisopropyltryptamin (4-HO-DIPT)      | OH                                       | H                                        | H                                        | CH(CH3)2                                 | CH(CH3)2                                 | 4-Hydroxy-N,N-diisopropyltryptamin          | synthetisch                              |
| 4-Hydroxy-N-isopropyl-N-methyltryptamin (4-HO-MiPT) | OH                                       | H                                        | H                                        | CH(CH3)2                                 | CH3                                      | 4-Hydroxy-N-isopropyl-N-methyltryptamin     | synthetisch                              |
| 5-Methoxy-N,N-diallyltryptamin (5-MeO-DALT)         | H                                        | OCH3                                     | H                                        | H2C=CH-CH2                               | H2C=CH-CH2                               | 5-Methoxy-N,N-diallyltryptamin              | synthetisch                              |
| 5-Methoxy-N,N-diisopropyltryptamin (5-MeO-DiPT)     | H                                        | OCH3                                     | H                                        | CH(CH3)2                                 | CH(CH3)2                                 | 5-Methoxy-N,N-diisopropyltryptamin          | synthetisch                              |
| 5-Methoxy-N,N-methylisopropyltryptamin (5-MeO-MiPT) | H                                        | OCH3                                     | H                                        | CH3                                      | CH(CH3)2                                 | 5-Methoxy-N,N-methylisopropyltryptamin      | synthetisch                              |
| Sumatriptan                                         | H                                        | CH2SO2NHCH3                              | H                                        | CH3                                      | CH3                                      | 5-Methylaminosulfonyl-N,N-dimethyltryptamin | synthetisch                              |

## Synthese
Tryptamin kann durch das Abramovitch-Shapiro-Syntheseverfahren hergestellt werden.

## Grafische Übersicht
Übersicht über eine kleine Auswahl an endogenen, natürlichen und synthetischen Tryptaminen.

### Körpereigene, pflanzliche und synthetische Tryptamine

α-Methyltryptamin
α-Ethyltryptamin
Serotonin (5-Hydroxytryptamin)
N-Methyltryptamin
N-Ethyltryptamin
Psilocin
Dimethyltryptamin (N,N-Dimethyltryptamin)
Diethyltryptamin (N,N-Diethyltryptamin)
L-Tryptophan (natürliche Aminosäure)
Melatonin
MiPT
DiPT